# جون كلايتون (صحفي)
جون كلايتون (بالإنجليزية: John Clayton)‏ هو صحفي ومعلق رياضي أمريكي، ولد في 11 مايو 1954 في برادوك ‏ في الولايات المتحدة.

## وصلات خارجية
- جون كلايتون على موقع IMDb (الإنجليزية)